# Donjeta Sadiku
Donjeta Sadiku (ur. 8 lipca 1999 w Prisztinie) – kosowska bokserka w lekkiej kategorii wagowej, uczestniczka Letnich Igrzysk Olimpijskich 2020 i 2024.

## Życiorys i kariera
Donjeta Sadiku rozpoczęła karierę bokserską w 2011 roku, dołączając do prisztińskiego klubu KB Gollaku. Ukończyła studia na Uniwersytecie w Prisztinie.
W 2015 roku otrzymała srebrny medal na Mistrzostwach Świata Juniorów w Boksie Kobiet w Tajpej.
W 2017 roku miała uczestniczyć Mistrzostwach Świata Juniorów w Boksie Kobiet w Guwahati, jednak władze indyjskie odmówiły jej wydania wizy z powodu nieuznawania Kosowa przez Indie.
W 2018 roku wzięła udział w Mistrzostwach Europy w Boksie Kobiet w Sofii, na których zajęła 9. miejsce; została pokonana przez polską zawodniczkę Anetę Rygielską. W tymże roku Sadiku wygrała także 62. edycję turnieju Bocskai Memorial, który odbył się w węgierskim Debreczynie. Miała także wziąć udział w odbywających się w tymże roku Mistrzostwach Świata w Boksie Kobiet w Nowym Delhi, ostatecznie jednak w nich nie wystąpiła, gdyż władze indyjskie odmówiły jej wydania wizy z tego samego powodu, jak w 2017 roku.
W 2019 roku wzięła udział Igrzyskach Europejskich w Mińsku, zajmując na nich 9. miejsce; przegrała walkę z białoruską zawodniczką Alicyją Jarszewicz. Podczas ceremonii otwarcia igrzysk niosła flagę Kosowa, była także jedyną bokserką w kosowskiej kadrze uczestniczącą w tychże igrzyskach.
W 2021 roku Sadiku wzięła udział w Letnich Igrzysk Olimpijskich w Tokio, na których zdobyła 17. miejsce w boksie w lekkiej kategorii wagowej; przegrała na punkty z brytyjską zawodniczką Caroline Dubois.
W 2022 roku podczas Mistrzostw Świata w Boksie Kobiet w Stambule została pokonana przez Brazylijkę Beatriz Ferreirę.
W 2024 roku wzięła udział w Letnich Igrzyskach Olimpijskich 2024 w Paryżu, gdzie w rywalizacji kobiet do 60 kg odpadła w drugiej walce z Angie Valdés.
Deklaruje znajomość języków albańskiego oraz angielskiego.